# Alejandro Moro
Alejandro Moro ist ein argentinischer Jazzgitarrist, Komponist, Arrangeur und Musikpädagoge.

## Leben und Wirken
Moro hatte Gitarrenunterricht am Konservatorium von Buenos Aires. Die Jazzgitarre erlernte er autodidaktisch, später besuchte er Seminare und Kurse u. a. von Joe Pass, Jim Hall, Chuck Wayne, Herb Ellis, John Scofield, Mike Stern und Pat Metheny und einen Intensivkurs in Harmonie und Improvisation bei Jamey Aebersold. Er gab Kurse in Jazzgitarre sowie in Harmonielehre und Improvisation für Instrumentalisten (Klavier, Saxophon, Bass etc.). 1986 gründete er mit Marta Bellomo ein Jazzschule. Zu seinen Schülern zählen u. a. Eduardo Balerdi, Pablo Bas, Quique Sinesi und Omar Haddad.
Am Anfang seiner Laufbahn als Gitarrist trat er als Begleiter von Musikern wie Valeria Lynch, Guillermo Fernández, Roberto Goyeneche, Enrique Dumas und Celeste Carballo auf. In unterschiedlichen Formationen arbeitete er mit argentinischen Jazzmusikern zusammen wie Osvaldo Fatorusso, Osvaldo Lopez, Horacio Larumbe, Marta Bellomo, Jorge Navarro, Santiago Giacobe, Mingo Martino, Arturo Schneider, Hugo Pierre, Eduardo Casalla, Oscar Giunta, Pepi Taveira, Hernán Merlo, Gustavo Camara, Guillermo Delgado, Jerónimo Carmona, Diego Lutteral, Jorge Cutello, Roberto Fats Fernández, 
Junior Cesari, Jorge González und Javier Malosetti. Moro nahm mehrere eigene Jazzalben auf. Pat Metheny übertrug ihm die Gitarrentranskription von fünf seiner Jazzalben.

## Diskographie
- Mensajes Secretos mit Marta Bellomo, Arturo Puertas und Pepi Taveira, 1998
- Música de Brasil en Castellano mit Gustavo Loefel
- Solomoro, Soloalbum
- Algo Bueno-Something Good mit Marta Bellomo, Sebastian Casaccio und Mariano Seiguerman, 2010